# Matolls espinosos de Madagascar
Els matolls espinosos de Madagascar, també coneguts com a boscos espinosos de Madagascar, són una ecoregió afrotropical semidesèrtica que s'estén al llarg de la franja costanera entre el riu Mangoky al nord-oest i la serralada d'Anosyennes al sud-est, i ocupa la part sud-occidental de Madagascar. És la regió més àrida de l'illa, caracteritzada per una llarga estació seca i molt poca precipitació i erràtica, en algunes zones per sota dels 350 mm per any de mitjana, concentrada entre octubre i abril. Alberga una proporció excepcional d'espècies de plantes endèmiques i forma part de Global 200.

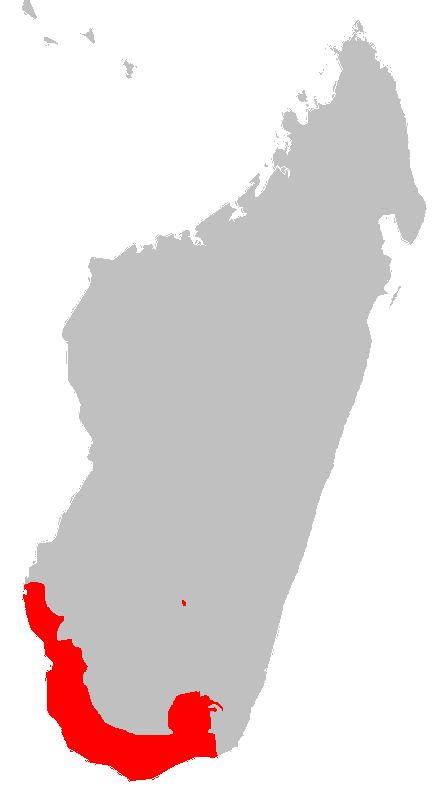
Àrea de l'ecoregió AT1311

## Flora i fauna
El matoll o bosc espinós es caracteritza per la presència al voltant del 95% d'espècies vegetals endèmiques de l'ecoregió, que presenten mecanismes particulars d'adaptació xeròfila (extrema a la sequera) d'entre les quals destaquen les espècies de Didiereaceae. Són una família de plantes que per convergència evolutiva han desenvolupat mecanismes d'adaptació, com la presència de fulles petites i coriàcies i espinescència. En una gran proporció són espècies arbustives, però en alguns casos poden emergir en forma d'arbres de més de 10 m d'alçada, com Alluaudia ascendens i Alluaudia procera.

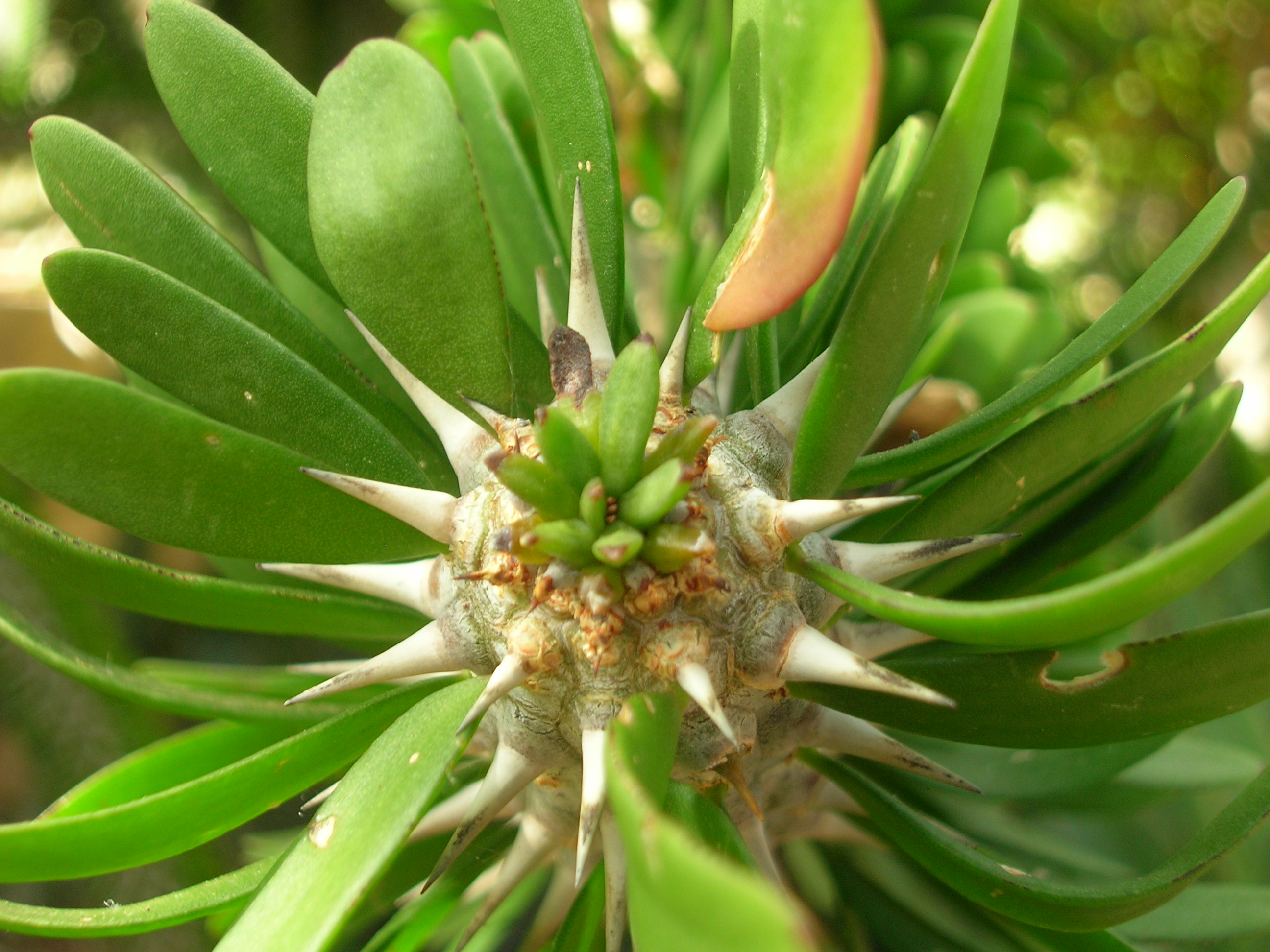
L'espècie Didieràcia Alluaudia procera en la Palm house d'Adelaide Botanical Garden.

D'entre les espècies d'arbres també es troben Burseraceae, Leguminosae (Tetrapterocarpon geayi, Delonix spp.), Hernandiaceae (Gyrocarpus americanus) així com diverses espècies d'Euphorbiaceae; en destaquen els característics baobabs (Bombacàcies): malgrat la seva presència han minvat els darrers anys.
Entre els mamífers es poden trobar a l'ecoregió sauròpsids com Ebenavia maintimainty, la tortuga aranya (Pyxis arachnoides), la tortuga radiada, el lèmur mostela de cua vermella, el sifaca de Verreaux, el lèmur de cua anellada, el lèmur nan de cua gruixuda, el lèmur ratolí gris, així com tenrecs, com el tenrec orellut i el tenrec espinós petit. Hi ha tres espècies endèmiques del bosc espinós: el lèmur mostela de peus blancs, el lèmur ratolí gris rogenc i la mangosta de Wozencraft; nombroses aus: Uratelornis chimaera, Coua cursor, Coua verreauxi, Monias benschi, Newtonia archboldi, Xenopirostris xenopirostris, Calicalicus rufocarpalis, Monticola imerina, i rèptils: els camaleons Furcifer belalandaensis i Furcifer antimena, les iguanes Oplurus saxicola i Oplurus fihereniensis, els dragons Phelsuma breviceps, Ebenavia maintimainty i Matoatoa brevipes, i la serp Liophidium chabaudi.